# だいじなもの
『だいじなもの』は、アイドリング!!!の1枚目のアルバム。

## 概要
- 初回限定盤、通常盤の2種が発売。それぞれ価格及び特典DVDの有無、内容等が異なる。 
  - 初回限定盤（CD+DVD）
  - 通常盤（CD）、特製トレーディングカード2枚を封入。
- 1・8・10・12・14はシングル未収録曲。

## 収録曲
1. The theme of "Idoling"
  - 作詞：Chris Saiz、Iori Omura / 作曲・編曲：Mizuho Hirata（平田みずほ）
  - 2007年12月15日開催のライブイベント『もっとガンバレ乙女（笑）』のオープニング曲として初披露。なおメンバーの声は入っておらず、男性ラッパーがメンバーを英語のリリックで紹介している。
  - シングル未収録曲
2. 百花繚乱 アイドリング!!!
  - 作詞：酒井健作 / 作曲・編曲：Funta
3. friend
  - 作詞：KIKOMARU / 作曲・編曲：内田"ucchy"悟
4. モテ期のうた （Album Mix）
  - 作詞：酒井健作 / 作曲・編曲：Funta
5. キミがスキ （Vox.change）
  - 作詞：五十嵐由美 / 作曲・編曲：小林俊太郎
6. Snow celebration
  - 作詞：溝口貴紀 / 作曲：D・A・I / 編曲：熊谷主毅+D・A・I
7. ガンバレ乙女（笑）（Ultimate party mix）
  - 作詞：jin、谷藤律子、長澤智則 / 作曲：櫻井真一 / 編曲：MASA、D・A・I / Remixed by HIROKI from Dragon Ash
8. 台場の恋の物語
  - 参加メンバー：加藤沙耶香、滝口ミラ、谷澤恵里香、フォンチー
  - 作詞：jin / 作曲・編曲：福島祐子
  - 番組MCである升野英知（バカリズム）が歌唱に参加している。
    - またこの曲は春夏秋冬を表すフレーズが歌詞の中に織り込まれている[1]。

  - シングル未収録曲
9. 恋ゴコロ
  - 作詞：五十嵐由美 / 作曲：櫻井真一 / 編曲：熊谷主毅+D・A・I
10. Stay with me
  - 参加メンバー：外岡えりか、横山ルリカ
  - 作詞・作曲・編曲：渡辺和紀
  - シングル未収録曲
11. Like a Shooting Star
  - 作詞・作曲：堂島孝平 / 編曲：宅見将典 / プロデュース：堂島孝平
12. 想いの詩
  - 参加メンバー：小泉瑠美、遠藤舞、江渡万里彩
  - 作詞：オーノカズナリ / 作曲・編曲：松下典由
  - シングル未収録曲
13. ガンバレ乙女（笑）
  - 作詞：jin、谷藤律子、長澤智則 / 作曲：櫻井真一 / 編曲：MASA、D・A・I
14. だいじなもの
  - 作詞：アイドリング!!! / 作曲・編曲：内田"ucchy"悟
  - 歌詞はパートごとにメンバーそれぞれが作詞。
  - シングル未収録曲